# Hongsheng
Hongsheng, Hung Shing, Hung Shing Ye (洪聖爺) of Tai Wong (大王) zijn de namen van de vergoddelijkte Hong Xi/Hung Hei(洪熙). Deze taoïstische god wordt aanbeden door mensen die in aanraking met de zee komen. Hong Xi was een staatsman van de Tang-dynastie in Panyu, Guangdong. Hij promootte de studie en uitvoering van astronomie en geografie. Hij was een goed staatsman die veel aandacht aan het volk en nog meer aan de vissers en zeelui schonk. Hij stierf jong. Vissers en zeelui bouwden in de omgeving tempels voor hem.
De verjaardag van hem wordt gevierd op de dertiende dag van de tweede maand van de Chinese kalender. In Hongkong staan veel tempels van Hongsheng.